# Iván Leguizamón
Iván Leguizamón, né le 3 juillet 2002 à Asuncion au Paraguay, est un footballeur international paraguayen qui évolue au poste d'ailier droit au San Lorenzo de Almagro.

## Biographie

### En club
Né à Asuncion au Paraguay, Iván Leguizamón est formé en Argentine, pays qu'il rejoint à l'âge de deux ans avec sa famille. Il commence le football à l'Argentino Del Viso puis est formé par le CA Tigre et le Deportivo Armenio avant de rejoindre le San Lorenzo de Almagro, où il poursuit sa formation. Il joue son premier match en professionnel avec ce club, le 22 février 2022, lors d'une rencontre de Copa de la Liga Profesional face au Defensa y Justicia. Il est titularisé et son équipe s'incline par quatre buts à trois. Il s'impose ensuite comme un joueur régulier de l'équipe première, dès sa première saison avec le groupe professionnel.
Le 30 mars 2023, Iván Leguizamón prolonge son contrat avec San Lorenzo jusqu'en décembre 2025.

## Palmarès
Paraguay Olympique
- Vainqueur du tournoi pré-olympique de la CONMEBOL en 2024